# Aribo (Leoben)
Aribo (Arpo, Aribo II.) (urkundlich 904) aus dem bayerischen Adelsgeschlecht der Aribonen war Graf zu Göss-Schladnitz (Grafschaft Leoben).

## Leben
Aribo war der Sohn des Grafen Otachar († nach 907), der wiederum Sohn oder Enkel Markgraf Aribos I. war.
Im Jahre 904 zu Ingolstadt schenkte König Ludwig das Kind dem Aribo 20 Hufen mit einem ummauerten Hof an der Schladnitz-Mündung zu freiem Eigen.
Dieser ausgedehnte Besitz sollte ein Jahrhundert später zum Teil Basis des Grundbesitzes von Stift Göss werden.

## Nachkommen
Aribo war verheiratet mit einer Tochter von Chadalhoch († nach 903), Graf im Aargau und Albgau
- Aribo III. († um 976), Graf von Freising
- Eberhard (969)
- Egilolf († 939), Erzbischof von Salzburg
- Chadalhoch II. († 958/959), Graf im Isengau 926–959
  - Aribo I. († um 1000) (pfalzgräfliche Linie)
- ?Albuin († vor 975), Markgraf in Kärnten, ⚭ Hiltigard; laut Wilhelm Wegener eher:
- Hiltigart († 985?), ⚭ Albuin